# Porte-avions léger

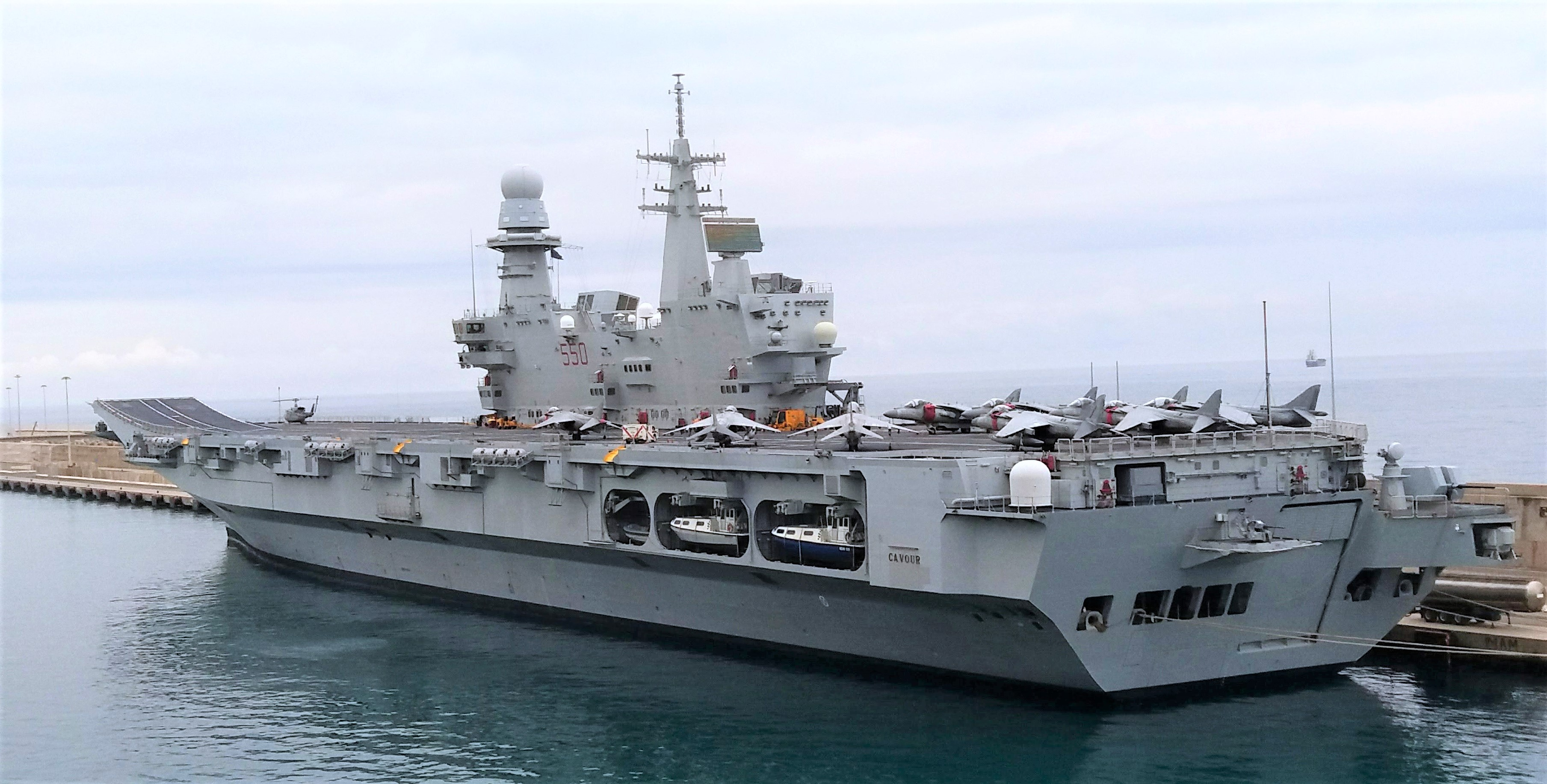
Cavour

Un porte-avions léger est un navire plus petit que les porte-avions « standards » (on emploie aussi les termes de porte-avions d'escadre, en anglais : "fleet carriers",) la définition pouvant varier d'une marine à l'autre. À la différence du porte-avions d'escorte, lent et peu protégé, qui est conçu pour défendre les convois ou soutenir des opérations amphibies, le porte-avions léger constitue une version plus petite d'un porte-avions standard, souvent moins rapide et moins protégée mais néanmoins capable d'intégrer un groupe aéronaval.

## Histoire

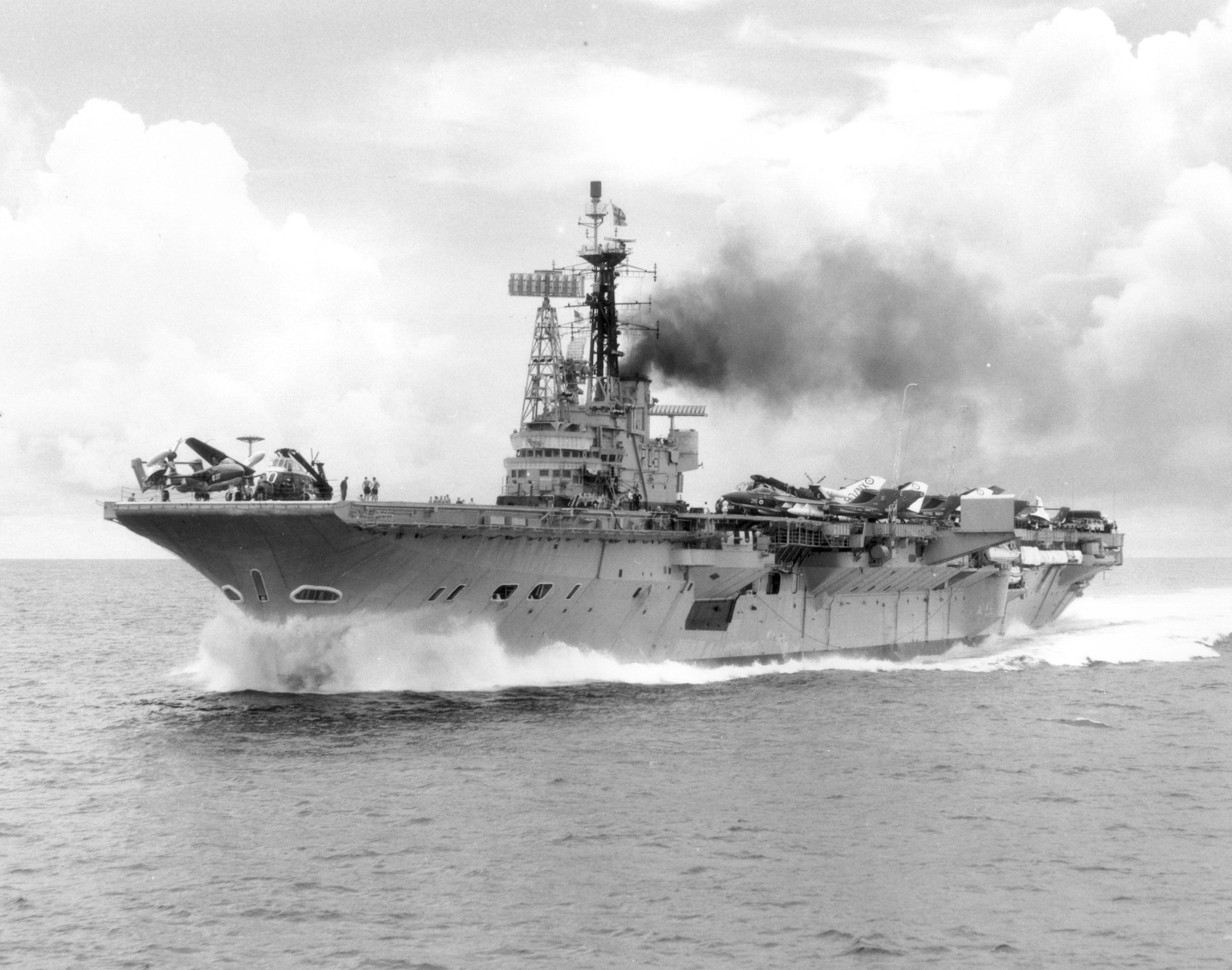
(1965)

L'essor du porte-avions léger a lieu pendant la Seconde Guerre mondiale. Les États-Unis construisent la classe Independence en convertissant les coques des croiseurs légers de la classe Cleveland. Ils développent ensuite la classe Saipan mais les deux navires de cette série arrivent trop tard pour participer aux combats.
Les Britanniques, quant à eux, construisent la classe Colossus, une version à échelle réduite de la classe Illustrious qui, malgré de nombreux compromis, arrive trop tard pour participer aux opérations. Ils feront néanmoins le bonheur de nombreuses marines alliées après la guerre.
La marine japonaise, quant à elle, constate que les capacités industrielles du Japon ne lui permettent pas de rivaliser avec les États-Unis et procède à la conversion de différents types de navires (ravitailleurs de sous-marins, pétroliers, paquebots) en porte-avions « légers ». Ces transformations ne sont pas toutes couronnées de succès mais l'affaiblissement général de la marine japonaise dès 1942 ne facilite pas une évaluation objective de ses navires.  

## Comparaison des principaux types de porte-avions légers de la Seconde Guerre mondiale
Les Independence sont le produit d'un programme d'urgence. La priorité est de mettre en œuvre très rapidement des porte-avions rapides, bien protégés et donc capables d'évoluer en première ligne au sein des task forces. Par pragmatisme, la marine américaine choisit de convertir dans un même chantier naval neuf croiseurs légers en cours de construction en acceptant les avantages (vitesse des navires, blindage et compartimentage, délai de mise en œuvre) et les inconvénients (taille, stabilité) qui résultent de ces choix.
La Royal Navy constate qu'elle manque de porte-avions mais que les capacités industrielles du pays (nombre de chantiers navals), les contraintes (main d'œuvre, bombardements allemands) et le temps nécessaire à la construction de « vrais » porte-avions d'escadre la forcent à faire des compromis. Elle choisit de développer et de faire construire dans des chantiers non spécialisés des navires sans blindage, moins compartimentés et moins rapides que les porte-avions d'escadre. Malgré ces compromis, les Colossus n'entrent en service qu'à la fin de la guerre et ne participent pas aux combats. Il est donc impossible d'évaluer leur pertinence face à une menace réelle (sous-marins, kamikaze etc.).
Contrairement aux navires américains et anglais, les porte-avions légers japonais n'appartiennent pas à une classe unique. On compte au moins cinq conversions de navires auxiliaires en porte-avions légers dont les deux navires de la classe Zuihō, qui illustrent bien les choix effectués (pas d'îlot, pas de blindage, pas de catapulte).
Côté allemand, il y a deux projets visant à construire des porte-avions légers à partir de coques de croiseurs déjà en construction. L'un consiste à transformer le croiseur anti-aérien français de Grasse, de dimensions similaires aux navires de la classe Independance, dont la construction a été interrompue par l'armistice de 1940. L'autre se base sur le Seydlitz, croiseur de la classe Admiral Hipper, légèrement plus grand. Ces deux projets, lancés en 1942, n'ont pas vu leur construction avancer significativement avant la fin du conflit.
|                                    | PA léger classe Independence (USA)                                       | PA léger classe Colossus (UK)                                                                                | PA léger classe Zuihō (JAPON)                                      |
| ---------------------------------- | ------------------------------------------------------------------------ | --- | ------------------------------------------------------------------ |
| Programme                          | Croiseur légers Classe Cleveland transformés en cours de construction    | Version à taille réduite de la classe Illustrious mais construite selon des standards de la marine marchande | ravitailleurs de sous-marins transformés pont continu - pas d'îlot |
| Longueur                           | 190 m                                                                    | 211 m | 205,5 m                                                            |
| Pont d'envol                       | 168 × 22 m                                                               | 210 × 23 m                                                                                                   | 180 × 23 m                                                         |
| Hangar                             | 97 × 17 m                                                                | 101 × 16 m,                                                                                                  | 124 × 18 m                                                         |
| Déplacement standard/pleine charge | 11 000 / 15 100 Long ton                                                 | 13 190 / 18 040 Long ton                                                                                     | 11 262 / 14 200 Long ton                                           |
| Puissance                          | 100 000 ch                                                               | 40 000 ch | 52 000 ch                                                          |
| Propulsion                         | 4 hélices                                                                | 2 hélices | 2 hélices                                                          |
| Vitesse                            | 31 nœuds (57,4 km/h)                                                     | 25 nœuds (46,3 km/h)                                                                                         | 28 nœuds (51,9 km/h)                                               |
| Catapulte(s)                       | 1 puis 2                                                                 | 1 | aucune                                                             |
| Ascenseurs                         | 2                                                                        | 2 | 2                                                                  |
| Avions                             | 33                                                                       | 37-42 | 30                                                                 |
| Armement                           | 2 × 4 canons de 40 mm 9 ou 10 × 2 canons de 40 mm 4 à 22 canons de 20 mm | 4 à 6 × 4 canons de 40 mm (pom-pom) 16 × 2 canons de 20 mm                                                   | 4 × 2 canons de 127 mm 4 × 2 canons de 25 mm                       |
| Blindage                           | 50–125 mm                                                                | aucun | aucun                                                              |
| Équipage                           | 1 569                                                                    | 1 300 | 785                                                                |

## L'après guerre
L'Italie exploite Cavour et Giuseppe Garibaldi, la Thaïlande exploite Chakri Naruebet, l'Espagne exploite Juan Carlos I et la Turquie exploite Anadolu.